# Benozzo Gozzoli
Benozzo Gozzoli egentlig Benozzo di Lese di Sandro (født ca. 1420 i Firenze, død 4. oktober 1497 sammesteds) var en italiensk maler.
Gozzoli var først guldsmed og bronzebilledhugger og arbejdede som sådan i 1444 under Lorenzo Ghiberti på dennes bronzedøre. I Rom dyrkede han malerkunst under Fra Angelico og var (1446) bl.a. hans medhjælper ved Vatikan-freskerne; som sådan fulgte han også læreren til Orvieto (1447). I Montefalco ved Foligno arbejdede han på egen hånd (1449—c. 1455), malede i Fiesolesk stil fresker i Saint Fortunato (1450), for højalteret her Maria overrækker den hellige Thomas sit bælte (nu i Lateranmuseum i Rom) og endvidere de slet bevarede fresker koret i San Francesco, Montefalco (1452) med skildringer af den hellige Franciscus’ levned (og med malede portrætbuster af Dante, Giotto, Petrarca). Efter et ophold i Viterbo (cyklussen Den hellige Rosas levned, nu kun kendt gennem kopier i vandfarve-pennetegning) kom han over Perugia (1456, fra den tid et smukt alterbillede, nu i Pinakoteket i Perugia) og Rom (1458) til sin fødeby. Her udsmykkede han (1459—60) Mediciernes huskapel i familiepaladset, Palazzo Medici Riccardi, med de så berømte fresker — højdepunktet i Gozzolis skaben — De hellige tre kongers tog, hvori Gozzoli har portrætteret Medicierne og deres kreds og stemningsfuldt under brydningen mellem realisme og romantik skildret begivenhederne med indføjelse af mange livfulde småtræk; hans store interesse for det landskabelige kommer også stærkt frem her. Under opholdet i Firenze (indtil 1462) malede han bl.a. Tronende Madonna (nu i Londons National Gallery). I San Gimignano, hvor han virkede fra 1463 til ca. 1468, malede Gozzoli 17 anekdotemæssig underholdende fresker fra den hellige Augustinus’ Liv (i Saint Agostinos Korkapel), det smukke Den hellige Katharinas forlovelse (Pinakotek i Terni) og mange andre. Hans hovedværk, det, der vel i alt fald har gjort ham mest navnkundig, falder under opholdet i Pisa fra 1469. Han udførte her i Camposanto den allerede i omfang imponerende freskocyklus fra det gamle testamente; i 16 år malede han 25 gennemgående meget store fresker med et mylder af figurer, livfuldt, genremæssigt med portrætter af samtidige og med en mængde nu kulturhistorisk værdifulde træk fra datidens Firenze; det er her, han malede Noahs Beruselse (den berømte »vergognosa di Pisa«), Vinplukningen, Babelstårnet (et helt lille arbejderbillede) etc. Af Gozzolis staffelibilleder kan endvidere anføres Madonna (Hofmuseum i Wien), to billeder i Kaiser-Friedrich-Museum i Berlin, det store alterbillede (fra Pisa-Tiden), Thomas fra Aquinos forherligelse i Louvre. Gozzoli var en let og hurtig arbejdende maler, der overkom det utrolige; hans styrke var ikke den fine enkelthed og den sikkert afvejede komposition (hans staffelibilleder derfor gennemgående svage); her virker han ofte tom og formelt svag og fejlende, men han var fantasifuld, frisk i opfattelsen, et fortællertalent; ikke nyskabende, men i sin genremæssige og landskabelige fremstilling gav han dog fremtiden impulser.

## Ekstern henvisning
- Wikimedia Commons har flere filer relateret til Benozzo Gozzoli